# Peter Smithers
Sir Peter Henry Berry Otway Smithers (* 9. Dezember 1913 in Yorkshire, England; † 8. Juni 2006 in Vico Morcote, Kanton Tessin, Schweiz) war ein britischer Nachrichtendienst-Offizier, Politiker der Conservative Party und Botaniker, der 14 Jahre lang Abgeordneter des House of Commons sowie zwischen 1964 und 1969 Generalsekretär des Europarates war. Als Botaniker schuf Smithers, der als einer der Vorbilder für die von seinem Kriegskameraden Ian Fleming erfundenen Roman- und Filmfigur James Bond gilt, nach seinem Ruhestand eine Pflanzensammlung von internationaler Bedeutung.

## Leben

### Studium und Nachrichtendienstoffizier im Zweiten Weltkrieg
Smithers, Sohn von Oberstleutnant H.O. Smithers, begann nach dem Besuch der Harrow School mit teilweiser Unterstützung durch ein Stipendium ein Studium im Fach Geschichte der Neuzeit sowie der Rechtswissenschaften am Magdalen College der University of Oxford. Obwohl er 1936 seine anwaltliche Zulassung bei der Anwaltskammer (Inns of Court) von Inner Temple als Barrister erhielt, nahm er ein postgraduales Studium an der University of Oxford wieder auf und erwarb dort schließlich einen Doktorgrad (D.Phil.) für eine Arbeit über das Leben von Joseph Addison, einem englischen Dichter, Politiker und Journalisten aus der Frühzeit der Aufklärung.
1939 trat Smithers in Reserve der Royal Navy ein. Während des Zweiten Weltkrieges war er als Nachrichtendienstoffizier zunächst in Paris und nach der Besetzung von Paris durch die deutsche Wehrmacht sowie der Flucht der französischen Regierung in Bordeaux eingesetzt. Kurz vor dem Waffenstillstand von Compiègne am 22. Juni 1940 wurde er aus Bordeaux abberufen und fand im Anschluss Verwendung als stellvertretender Marineattaché an der Botschaft in den USA. Dort befasste er sich mit der Auswertung und Weitergabe von durch den US-amerikanischen Marinenachrichtendienst ONI (Office of Naval Intelligence) entschlüsselten Nachrichten der kaiserlichen japanischen Marine an die britischen Behörden. Weiterhin beschäftigte er sich mit der Enttarnung der Auftankpunkte der deutschen U-Boote und unternahm hierzu Erkundungsaufenthalt in Mexiko und Panama. Smithers, der zuletzt zum Lieutenant Commander befördert wurde, wird als einer der Vorbilder für die von seinem Kriegskameraden Ian Fleming erfundenen Roman- und Filmfigur James Bond bezeichnet.
Nach Kriegsende wurde er zunächst Mitarbeiter bei Henry Berry & Co, einem Familienunternehmen im Bereich Wasserbauingenieurwesen, sowie beim Technikverlag Butterworth & Co.

### Unterhausabgeordneter und Juniorminister
Nachdem er einige Zeit Mitglied des Stadtrates von Winchester war, wurde Smithers bei den Unterhauswahlen vom 23. Februar 1950 als Kandidat der Conservative Party mit 31.462 Stimmen (56,77 Prozent) erstmals zum Abgeordneten des House of Commons gewählt und vertrat dort bis zu seinem Mandatsverzicht am 9. März 1964 den Wahlkreis Winchester. Er konnte sich dabei gegen den Kandidaten der Labour Party, L.F. Cornillie, durchsetzen, nachdem George Jeger, der bisherige Wahlkreisinhaber der Labour Party nicht mehr dort, sondern im Wahlkreis Goole antrat.
Aufgrund seiner nachrichtendienstlichen Erfahrungen wurde von der Presse wie der Wochenzeitung The Economist erwartet, dass er einen Juniorministerposten im Außenministerium (Foreign) erhalten würde, was jedoch vom damaligen Premierminister Winston Churchill ignoriert wurde. Stattdessen wurde er 1952 Parlamentarischer Privatsekretär (Parliamentary Private Secretary) beim Staatsminister im Kolonialministerium (Colonial Office), Henry Hopkinson, und bekleidete dieses Amt bis zum Ende von Churchills Amtszeit 1955.
1956 ernannte ihn Churchills Nachfolger Anthony Eden zum Parlamentarischen Privatsekretär von Kolonialminister Alan Lennox-Boyd. Auf diesem Posten verblieb er bis zum Ende von Edens Amtszeit am 8. Oktober 1959. Während dieser Zeit vertrat er nicht durchgängig die Ansichten der konservativen Tories und sprach sich unter anderem gegen die britische Invasion in der Sueskrise aus. Daneben galt er als proamerikanisch und war ein früher Befürworter der europäischen Idee, wenngleich auch nicht einer europäischen Föderation.
In seinem Wahlkreis Winchester setzte er sich 1962 gegen den vom Gasrat (Gas Council) geplanten Bau eines großen unterirdischen Reservoirs ein, in dem aus Algerien importiertes Gas gelagert werden sollte.
Als es am 13. Juli 1962 durch Premierminister Harold Macmillan zu einer umfangreichen Kabinettsumbildung kam, die als „Nacht der langen Messer“ (Night of the Long Knives) in die britische Geschichte einging, übernahm Smithers als Unterstaatssekretär im Außenministerium (Undersecretary of State for Foreign Affairs) doch noch einen Juniorministerposten im Außenministerium und behielt das Amt bis zu seinem Ausscheiden aus dem Unterhaus am 9. März 1964.

### Generalsekretär des Europarates
Nachdem Smithers Anfang 1964 von Premierminister Alec Douglas-Home für das Amt des Generalsekretärs des Europarates nominiert worden war, verzichtete er am 9. März 1964 auf sein Unterhausmandat und wurde am 16. März 1969 als Nachfolger von Lodovico Benvenuti als Generalsekretär des Europarates. Dieses Amt bekleidete er mehr als fünf Jahre lang bis zu seiner Ablösung durch Lujo Tončić-Sorinj am 16. September 1969.
Im Anschluss hatte Premierminister Harold Wilson von der Labour Party beabsichtigt, Smithers für die Erhebung in den Adelsstand als Life Peer vorzuschlagen, was jedoch vom Oppositionsführer der Conservative Party, Edward Heath, abgelehnt wurde, der er seinen „Parteifreund“ Smithers für zu proamerikanisch und die falsche Sorte von Proeuropäern hielt. Smithers wurde jedoch zum Knight Bachelor geschlagen und führte fortan den Namenszusatz „Sir“.
Die Enttäuschung über das Verhalten seines Parteivorsitzenden führte jedoch dazu, dass Smithers sich nach seinem Ruhestand in der Schweiz niederließ und die schweizerische Staatsbürgerschaft annahm. In zahlreichen Artikeln und Leserbriefen befasste er sich mit politischen Themen und übte unter anderem scharfe Kritik am Falklandkrieg.

### Botaniker
Smithers war über sechzig Jahre mit Dojean Sayman verheiratet. Aus der Ehe gingen zwei Töchter hervor, darunter das Model Sarah Smithers, die 1969 in die Schlagzeilen geriet, als sie nackt für das Cover des Romans The Voyeur von Henry Sutton posierte.
In seinem Ruhestand befasste sich Smithers verstärkt mit der Botanik. Dieses Interesse begann bereits als 13-jähriger Junge als ihm 1926 als erstem Kind erlaubt wurde, die von der Royal Horticultural Society (RHS) organisierte Blumenausstellung in Chelsea zu besuchen.
Er kaufte 1970 ein verlassenes Weingut oberhalb des Luganersees, wo er mit der Züchtung von Pflanzen wie Strauch-Pfingstrosen (Botan) begann und auch fotografierte. Das Weingut baute er zu einer Pflanzensammlung von internationaler Bedeutung aus, das zu einem eigenen Ökosystem gestaltet wurde. Bei der Gestaltung des Gartens verwendete er rund 10.000 Pflanzen und züchtete in der Folgezeit auch Hornklee, Engelstrompeten, Zitruspflanzen, Prärielilien und viele andere. Die von ihm gezüchteten Magnolien, Pfingstrosen, Lilien und Blauregen erreichten weltweit Bekanntheit und Anerkennung und schlossen die Liliensorte Lilium X „Vico Gold“ ein, die er aus einer Lilium sulphureum züchtete, die er in Burma fand. Eine preisgekrönte, von ihm gezüchtete weiße Pfingstrose benannte er nach seiner Ehefrau „Dojean“. Seine Fotografien wurden unter anderem in der Geschäftsstelle der Royal Horticultural Society in London ausgestellt, die ihm für seine Verdienste um den Gartenbau mit der Veitch Memorial Medal ehrte.
1995 veröffentlichte er unter dem Titel Adventures of a Gardener eine Autobiografie, in der er die Geschichte seiner Pflanzen und seiner Gartengestaltung darstellte.

## Preise
- 2001: Schulthess Gartenpreis des Schweizer Heimatschutzes

## Veröffentlichungen
- Sir Peter-Artikel über seine Botan-Sammlung in „Arts of Asia“, March-April 1984, Magazin, Hongkong, 1984 .(Botan ist die japanische Bezeichnung für japanische Strauchpfingstrosen)
- Strauch-Päonien-Aristokraten der Blumenwelt, Fotos von Josh Westrich – Text von Sir Peter Smithers, DuMont, 1990
- Adventures of a Gardener, 1995